# Batalla de Carabobo (1814)
La primera Batalla de Carabobo fue una batalla de la Guerra de Independencia de Venezuela, en la que las fuerzas patriotas al mando de Simón Bolívar derrotaron a las fuerzas españolas al mando del mariscal de campo Juan Manuel de Cajigal y Martínez. La batalla dio un alivio momentáneo a las fuerzas independentistas que se encontraban amenazadas en todos los frentes por las fuerzas de José Tomás Boves.

## Antecedentes

### Situación previa
El «Estado de Venezuela» o «Confederación Americana de Venezuela» estaba dividido en dos estados: el de Centro-Occidente, compuesto por las provincias de Caracas, Barinas, Mérida y Trujillo con Simón Bolívar como Jefe Supremo; y el de Oriente, formado por las de Barcelona, Cumaná, Margarita y Guayana con Santiago Mariño como su contraparte, aunque en la práctica sólo las tres primeras estaban bajo poder patriota. Para enfrentar la guerra, Bolívar había asumido poderes dictatoriales y «queda reconocido popularmente dictador, por el tiempo que baste a afirmar la libertad de la patria». Mariño deseaba crear un estado propio en sus dominios, pero Bolívar quería unificar todo el país bajo su mando, contando con apoyo neogranadino para su propósito.
Finalmente, a mediados de enero de 1814 Mariño marcha al oeste desde Aragua de Barcelona con un gran ejército a auxiliar a sus aliados occidentales. El 22 de marzo, el ejército oriental se reunió con un destacamento de tropas occidentales mandado por el coronel José Francisco Bermúdez. Nueve días después derrotaron en Bocachica al realista José Tomás Boves, marchando hacia Valencia para librar a su guarnición, liderada por el general de brigada Rafael Urdaneta, del asedio al que la sometían el coronel José Ceballos y el teniente coronel Sebastián de la Calzada. Bolívar aprovechó para salir de San Mateo, celebrando su primera conferencia personal con Mariño en La Victoria el 2 de abril y tres días después instalando en Valencia su cuartel general. El oriental no cuestionó el mando de Bolívar pero insistió en seguir teniendo el mando autónomo de sus fuerzas, lo que si aceptó fue que Urdaneta se volviera su jefe de Estado Mayor.
Durante su marcha desde Bocachica a Valencia, el ejército oriental vivió numerosas deserciones, de lo que Mariño culpó a Bolívar, siendo que a este último también le pasaba lo mismo, pues ambos tenían espías realistas en sus unidades; estas recriminaciones mutuas sólo aumentaron las tensiones entre ambos. Esto no desanimó a Bolívar, quien reorganizó sus fuerzas usando como base al ejército de su rival, quién quedó a cargo de observar al enemigo. Entre tanto, trajo de Caracas 2.000 reclutas adultos y juveniles hacia el cuartel general.

### Campaña
Mariño salió de campaña al mando de su caballería como vanguardia, mientras que más atrás marchaba Urdaneta con la infantería. Debían vigilar a Cajigal, pero sus movimientos dependían más de dónde pudieran encontrar alimentos, dirigiéndose a Tinaco, al este de San Carlos, donde encontraron víveres y pudieron reparar su parque y esperar municiones. Luego le llegaron informes que Cajigal había evacuado San Carlos, así que decidió avanzar sobre la villa a pesar de que Urdaneta le aconsejó confirmar la información primero. El 16 de abril se encontraron en la sabana de Arao con un ejército mandado por Ceballos, quien venció a los independentistas. Los sobrevivientes se reorganizaron en Las Palmeras durante la noche, retirándose luego a Tinaco, donde se encontraron que sus hombres habían destruido las reservas de municiones que dejaron atrás por miedo a que cayeran en manos monárquicas. La noticia sorprendió a Bolívar, quien canceló sus planes de tomar Puerto Cabello para concentrarse en la nueva amenaza.
Por su parte, el capitán general Juan Manuel de Cajigal y Martínez salió de Coro con una división para unirse a las operaciones. Venció a los patriotas que habían ocupado Carora y los persiguió hasta Carache, recibiendo numerosas municiones enviadas desde Coro. Luego continuó hasta unirse al ejército principal el 30 de abril, asumiendo el mando y nombrando oficialmente como tenientes coroneles a La Calzada, Boves y al comandante de la caballería de Apure, Remigio Ramos.
Entre tanto, los vencedores de Arao avanzaron por Tinaquillo y Taguanes, forzando a Bolívar a salir de Valencia el 16 de mayo sin recibir los refuerzos que esperaba, asumiendo el mando y formando sus líneas en el río Guataparo, cerca de Tocuyito, al día siguiente, apoyando su ala derecha en los bosques de la orilla. Ceballos decidió concentrar a sus hombres en la izquierda, con la caballería al frente, para flanquear a los republicanos y atacar su retaguardia. Dándose cuenta del peligro, Bolívar hizo girar a su ejército sobre su derecha para evitar el flanqueo, desatándose un combate flojo de fusilería y arma blanca. Durante el combate hubo varios choques con las guerrillas (infantería en orden abierto) enemigas que exploraban la zona, destacando por su valor los oficiales republicanos Francisco Carbajal (apodado el Tigre encaramado), José Gregorio Monagas, Genaro Vásquez y otros. Sucedió que a los patriotas se les habían mojado los fusiles por las lluvias y no tener donde guardarlos, y para ocultar este problema enviaron partidas de jinetes que entretuvieron al enemigo exigiendo duelos individuales con los jefes más famosos. Finalmente, el 18 de mayo, los patriotas se retiraron a Valencia mientras que los monárquicos se dirigieron a la sabana de Carabobo, desde donde se podía vigilar esa ciudad, pero también los caminos que llevaban a San Carlos y al río Pao. El día 19 Bolívar entró en Valencia, habiendo padecido fuertes lluvias en la retirada.
Durante aquellos días, 200 soldados orientales intentaron desertar de noche y huir por el camino de San Diego después de oír noticias favorables al realismo en España, sin embargo, se perdieron porque no conocían la zona. Urdaneta se enteró y envió a un escuadrón a perseguirlos, mientras enviaba a los cuarteles recluidos al resto de los orientales. Los fugitivos fueron capturados y luego sufrieron una quinta, es decir, uno de cada cinco soldados fue fusilado junto con todos sus cabecillas frente al ejército republicano formado en Valencia.
El 20 de mayo, Cajigal avanzó sobre Valencia, pero al encontrar a los defensores bien formados decidió volver a Carabobo, a seis leguas de Valencia. El Libertador consideró perseguirlos, pero tenían pocos víveres y los campos estaban repletos de bandidos y partidarios de la monarquía. Por su parte, Bolívar recibió los refuerzos traídos por el general de división José Félix Ribas desde Caracas y en la tarde del 26 de mayo salió de Valencia, pernoctando en Tocuyito. Al día siguiente, todo el ejército patriota acampó en la sabana de Carabobo, realizando los planes para la madrugada siguiente. Antes, el 25 de mayo, una columna del Ejército de Oriente tomaba el pueblo de Valle de Pascua y sabiendo que Bolívar había salido de Valencia, Cajigal creyó que sus enemigos se habían dividido y decidió dar batalla.
En la única casita que había en la sabana los republicanos dejaron su parque y el armamento de la infantería para guarecerlos de la fuerte lluvia que se produjo esa noche. Solamente quedaron con sus armas en mano los centinelas necesarios, vigías a caballo y oficiales encargados de inspeccionar el campamento. En la madrugada del 28 de mayo pasaron una grieta boscosa que iba de la sabana hasta las quebradas y después de un tiroteo con la avanzadilla enemiga que protegía la posición formaron para la batalla.

## Fuerzas enfrentadas

### Patriotas

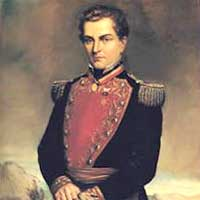
Santiago Mariño, retrato por Martín Tovar y Tovar, 1878.

Las tropas de Bolívar eran andinos del oeste del país, mientras que las de Mariño eran costinos del este; la mayoría de estos últimos luchaban como caballería. Ambos sufrieron numerosas bajas durante la campaña, de hecho, al llegar a Valencia, a Mariño sólo le quedaban 1.000 infantes y 800 jinetes. Cuando se les agregaron las tropas occidentales al reorganizarse el ejército, pasó a tener, según el historiador venezolano Gabriel Muñoz, basado en las Memorias de Urdaneta, 1.300 infantes orientales, 700 occidentales y 800 jinetes orientales. En cambio, el historiador español Francisco Antonio Encina los estima en 1.800 infantes orientales, 200 occidentales y 800 jinetes, la mayoría orientales. El colombiano José Manuel Restrepo decía que el ejército de Mariño sumaba 800 jinetes y 2.000 infantes, de los que 600 eran occidentales. En Arao sufrieron bajas, pero Urdaneta logró organizar la retirada y evitar un desastre total. Poco después, Ribas trajo de Caracas 800 refuerzos.
Así, según Restrepo, los realistas de Carabobo sumaban poco más de 3.000 combatientes. En cambio, Encina los estima en 4.000, lo que coincide mejor con los números que aporta el propio Restrepo de las divisiones organizadas para perseguir al enemigo después de la batalla y con el número afirmado por Mariño en una proclama. La estimación más citada proviene de Juan de Austria, quien sirvió como coronel en el ejército republicano, y el historiador venezolano Rafael María Baralt, estiman que los patriotas sumaban 5.000 hombres, pero también existe la estimación del propio Cajigal, quien afirma que los independentistas sumaban 5.000 infantes, 800 jinetes y 9 cañones. El capitán general había estimado que el total de fuerzas republicanas, incluyendo los que asediaban Puerto Cabello, probablemente superaba los 6.000. Caso aparte esta la Relación que escribió José Tadeo Monagas, que participó de la batalla y afirmaba que durante dos horas más de diez mil patriotas y realistas lucharon hasta que la caballería republicana decidió el encuentro.

### Realistas
De Austria y Baralt afirman que los realistas sumaban más de 6.000 hombres el día de la batalla, «Nunca se había reunido en ningún campo de batalla venezolano, hasta entonces, ni tanto número de soldados, ni más expertos e inteligentes jefes», en cambio, Cajigal los reduce a menos de 2.000, pero con una caballería superior a la rival y, en general, soldados de mejor calidad. José Semprún acepta la cifra tradicional, y considera que el ejército se componía de los batallones Sagunto, Numancia y los del regimiento Granada y de milicias corianas.
Restrepo se muestra muy critico de esto y los estima en no más de 3.000. Cita a Baralt para afirmar que en Arao los realistas eran 2.300 hombres (aunque en la obra aparece el número de 2.500 y esto coincide con los números dados por Urdaneta) y desde entonces no recibieron refuerzos, excepto los 400 jinetes apureños que escoltaban a Cajigal, por ello considera la cifra tradicional como exagerada.

## Combate

### Terreno, planes y formación

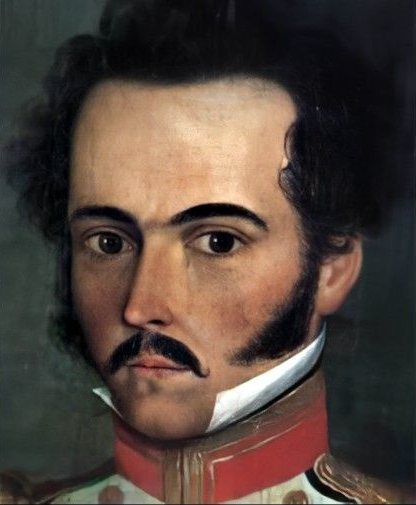
Simón Bolívar, retrato anónimo de 1812 aproximadamente.

A las 09:00 horas los patriotas se encontraron con sus enemigos formados. Los monárquicos formaron en un extremo de la sabana en formación de herradura, al oeste tenían los pies de las montañas vecinas, la serranía de Las Hermanas al sur y al este un terreno de quebradas que llevaban al lago Valencia. Estos terrenos montañosos en ambos flancos impedían que se pudiera flanquear a los realistas. Tenían 5 cañones al frente protegiendo al grueso de su infantería, formada entre dos colinas guarnecidas por soldados y un cañón en la altura de la izquierda. Según el capitán general en sus Memorias, a su derecha dispuso al Numancia, con apenas 300 soldados porque le habían apartado a sus cazadores, en su izquierda situó al Sagunto, solamente 200 efectivos por la misma razón, y en el centro el Granada, únicamente 300 infantes. La caballería, protegida por los bosques cercanos, estaba al pie de las colinas, algo adelantada, formando «a modo de antenas». Se agrupaban 800 jinetes en el ala izquierda y 200 en la derecha, es decir, la mayoría estaba en la izquierda, donde también había 200 cazadores, ocultos en un bosque. En reserva quedó la infantería del regimiento Granada por orden de Cajigal. Su plan era flanquear como habían hecho en Arao y Guataparo.
Delante de ambos ejércitos y fuera del tiro de sus cañones había una zanja cubierta de árboles que cruzaba la llanura. Bolívar tuvo que cruzarla, pero sus enemigos no hicieron ningún intento de atacarlo durante la maniobra. El terreno elevado donde estaba la infantería favorecía la defensa y la llanura plana a la caballería. Bolívar se dio cuenta de sus intenciones, así que formó a su ejército en dos líneas y esperaba poder lanzar un ataque en forma de pinzas: mientras que por la izquierda el ataque sería una distracción, por el centro y la derecha vendría el golpe principal. Además, esperaba que la formación elegida estimulara a Cajigal a intentar flanquear con su caballería.
Para ello los había organizado en las divisiones de los coroneles José Francisco Bermúdez (derecha), Manuel Valdés (izquierda) y Florencio Palacios (centro). En cada ala había un escuadrón de caballería de carabineros y dos cañones. La primera línea fue puesta al mando del general Rafael Urdaneta. Como segunda línea, lista para reaccionar, pues los patriotas sabían que su caballería era inferior en número, quedó una retaguardia formada por caballería al centro e infantería en los flancos a las órdenes de los coroneles Leandro Palacios (derecha) y Diego Jalón (izquierda); ahí se ubicaban Bolívar, Mariño y Ribas y más atrás el parque. Sin embargo, Cajigal da un panorama distinto. Según él, la primera línea republicana la formaban dos cuerpos, en su ala izquierda mil soldados de infantería apoyados por 9 cañones listos para atacar al Numancia y en su derecha un cuadro sin desplegar y formado por igual número de efectivos que amenazaba al Sagunto. La segunda línea estaba en el centro y se componía de dos mil infantes apoyados por 800 jinetes en un costado. Por último, a una distancia que estimaba en tres tiros de fusil, estaría la tercera línea, un millar de soldados de a pie en formación de batalla.
A las 12:00 horas, los patriotas decidieron seguir su avance hacia la línea enemiga, que permanecía inmóvil.

### Inicio
A las 12:30 se dio la orden de avanzar entre los revolucionarios, con Bolívar arengando a sus tropas: «Soldados: vosotros tenéis delante los mismos jefes y los mismos españoles de quienes habéis triunfado en más de cien combates: este debe ser el último». Mariño mostrándose sereno no estaba contento con la arenga y recorrió las filas diciendo: «Soldados de Oriente: mostrad vuestro valor y concluyamos hoy con Cajigal el que se nos escapó de Barcelona». Por último, Ribas, a cargo de las reservas, les dijo a sus subordinados: «Soldados vosotros en quienes jamás ha podido influir la suerte varia de la guerra, vais hoy más que nunca a mostrar vuestro valor y disciplina».
A las 13:00 horas los realistas rompieron fuego, lo que fue respondido por Urdaneta con un avance bien organizado y rápido, tomando por sorpresa a Cajigal en su intento de flanqueo. Dos columnas de jinetes monárquicos intentaron una primera carga contra la derecha patriota, siendo rechazados. Luego formaron como un solo gran cuerpo que atacaba en una línea muy extendida.
En efecto, el mando patriota se había percatado que dos escuadrones ocultos habían reforzado a la caballería realistas de la izquierda y más de 300 jinetes cargaron contra la derecha revolucionaria. La caballería monárquica derrotó a su contraparte republicana que le salió al paso, metiéndose en el espacio entre la primera y la segunda línea de la infantería republicana. Justo en esos momentos, toda la infantería realista rompió fuego sobre la línea enemiga y la caballería monárquica de la izquierda hizo movimientos para distraer a Jalón, aparentando querer atacar. Sin embargo, la primera línea independentista mantuvo la disciplina y empezó a disparar de forma sostenida a la infantería enemiga al frente y a la caballería colada en su retaguardia.

### Contraataque
En la refriega de caballerías en la derecha patriota parte del escuadrón de carabineros republicanos fue arrollado, pero apareció la división de Leandro Palacios marchando en orden oblicuo. De este modo, la caballería patriota del ala derecha recibió refuerzos y contraatacó exitosamente, poniendo en fuga a los atacantes, que huyeron hacia el ala derecha realista, desordenando a sus propios infantes cuando intentaron darles protección. Según Rivas Vicuña, la caballería de ese sector los acompañó en su fuga.
A las 14:00, la infantería independentista hacía retroceder a sus enemigos en el centro. En esos momentos, la artillería recibió órdenes de Jalón de bombardear la posición del Estado Mayor realista, impidiéndoles dar instrucciones. Al ver en fuga a su caballería hacia el Pao, la retirada de la infantería por el camino de Tinaquillo se volvió desordenada y violenta. Los jefes monárquicos intentaron usar algunas piezas de artillería ubicadas en alturas al centro de su línea para defender la retirada, pero fue inútil. Restrepo dice que sólo quedó la caballería de la derecha y la reserva realista, 440 hombres del regimiento Granada, al final del combate, pero estos últimos huyeron sin luchar. En cambio, Esteves González afirma que al ver a su infantería colapsar, Cajigal envió a los carabineros de Granada a salvar la situación, logrando mantener la línea por algún tiempo hasta que les cayó encima desde el frente el regimiento de caballería oriental de José Gregorio Monagas, Juan José Rondón y Lucas Carvajal, poniéndolos en fuga y arrastrando al resto del ejército.

### Persecución
A las 18:00 Cajigal escapó con la caballería, mientras que Ceballos se fue con la infantería. Sin embargo, la infantería fue perseguida sin descanso por el batallón Caracas y la caballería patriota. Urdaneta con el coronel Mariano Montilla y el oficial José Jugo se adelantan con los jinetes y toman cientos de prisioneros, pero no logran capturar a los grupos de Cajigal, Ceballos, Ramos y Correa. Jalón marchó por el camino del Pao detrás de la caballería de Apure y la infantería del Guárico con sus infantes y dos escuadrones montados, logrando capturar a la infantería realista y dispersar a la caballería.
Después de la victoria, el Libertador fue a dormir a Tinaquillo, a siete leguas del campo de batalla, escoltado por un escuadrón, habiendo permanecido montado entre treinta y cuarenta horas seguidas. El destino de los vencidos fue distinto, perseguidos una legua más allá de Tinaquillo, finalmente Cajigal y La Calzada tomaron rumbo por Tinaco a Guadarrama y luego a Apure, mientras que Ceballos y Correa huyeron a Occidente.

## Consecuencias

### Bajas

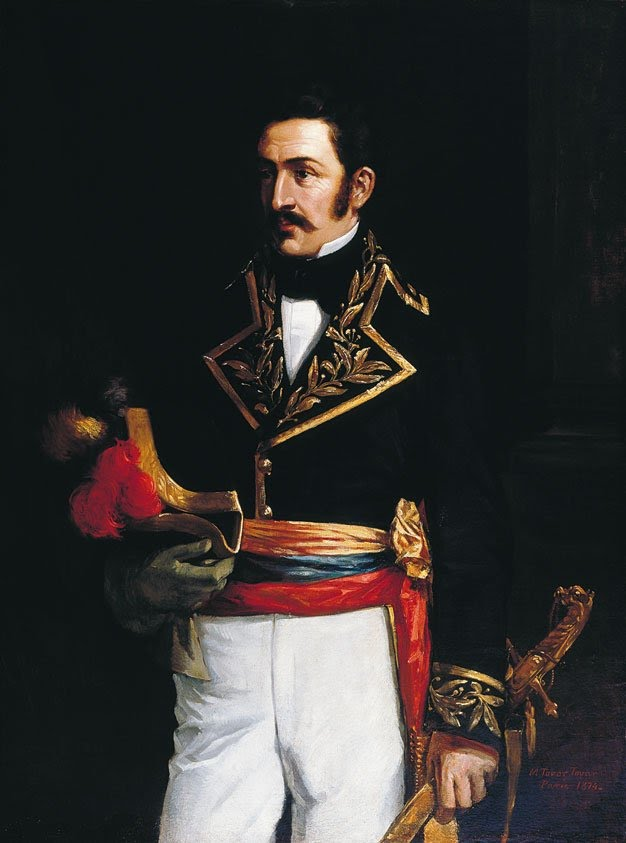
José Félix Ribas, retrato de Martín Tovar y Tovar, 1874.

Acorde al boletín oficial de la batalla, Cajigal dejó en el campo de batalla a toda su artillería, 500 fusiles, 4.000 caballos y gran cantidad de municiones, víveres, ganado, monturas, frenos, equipajes y sus documentos. Nuevamente los jefes realistas de Occidente eran vencidos, quedando en manos de los vencedores 8 banderas, incluyendo la del Granada, y 300 muertos entre la sabana y el camino de Las Hermanas. Los muertos y material que quedaron en el bosque no pudieron contabilizarse. Sólo Ceballos pudo escapar con 60 o 70 hombres, mientras que se presumía a Cajigal, Salomón, Bobadilla, Iglesias y Alburqueque entre los muertos, prisioneros o dispersos por los bosques de Las Hermanas buscando refugio y perseguidos por las partidas de los vencedores; los oficiales La Calzada e Inchauspe fueron heridos. El historiador venezolano Vicente Lecuna sostiene que el número de total de bajas realistas debió ser de 1.200 muertos y heridos y 1.100 prisioneros, si se cuenta la persecución.
Oficialmente, las bajas patriotas fueron de 12 muertos y 40 heridos. Sin embargo, tales cifras han sido criticadas y se ha llegado a estimar en 400 muertos y heridos.
Como la persecución fue intensa hasta Tinaquillo, el número de prisioneros fue creciendo continuamente. Los republicanos quedaron ricos en botín y en una jornada, los realistas perdieron lo que habían tomado en muchas semanas. Entre los muertos de los vencidos estaba el mayor general de infantería, Melchor de Somarriva o Somarriba, y varios oficiales. El teniente coronel Joaquín de Pueyes o Puelles, jefe del regimiento Granada, fue capturado.

### Análisis
El historiador chileno Francisco Rivas Vicuña considera a los escritos de Urdaneta una fuente poco fiable, pues no menciona lo decisiva que fue la actuación de la primera línea republicana. Según Rivas Vicuña, el rápido avance patriota precipitó la carga de la caballería monárquica, tomando por sorpresa a la caballería republicana hasta que la reserva de Palacios entró en acción, lo que significó la derrota de los jinetes realistas en el peor momento para Cajigal.
La victoria fue importantísima y representaba los esfuerzos y sacrificios de los soldados caraqueños, quienes habían llevado el grueso de la lucha, aunque Rivas Vicuña reconoce que la oportuna llegada de los orientales también salvó la situación. Era la segunda vez que los republicanos se salvaban de un ataque crítico contra la capital (la primera fue Araure), pero pronto con Boves vendría una tercera ocasión.
Según el militar venezolano Lino Duarte Level, Bolívar se encontró con una situación similar a la que meses después se encontraría Ribas en Urica, pero en lugar de atacar de frente con su infantería y artillería, como hizo este último, prefirió un movimiento de flanqueo y eso le dio la victoria.

### Postrimerías
La batalla pudo ser decisiva para la independencia venezolana, pero Bolívar en vez de avanzar contra el Guárico para acabar con la rebelión de los llaneros con todo su ejército, lo que era la decisión más sensata y la que inicialmente pensó, optó por dividirlo en Tinaquillo. El error fue catastrófico, y posiblemente se debió a un fallo en el espionaje que le llevó a subestimar a Boves.

Esta primera batalla de Carabobo era una chispa de gloria arrancada al pedernal por el acero de la voluntad de Bolívar y no la luz permanente de la libertad mantenida por el amor de un pueblo, como era su anhelo.

Para impedir a los vencidos ayudar a Boves, Bolívar encargó a Urdaneta perseguir a Ceballos hasta San Carlos con 700 infantes, a Jalón seguir a Cajigal y La Calzada hasta El Pao con 400 infantes y 600 jinetes (luego volvió a Villa de Cura), y a Mariño lo envió contra Boves con 1.500 infantes, 700 jinetes, 100 artilleros y 7 cañones. El mismo Libertador volvió a Caracas con Ribas en búsqueda de refuerzos, medicamentos, alimentos y ropa para las tropas en campaña, pero como los campos estaban agotados por las necesidades de la guerra o arrasados por las tropas, debió recurrir a envíos desde isla de Margarita, Caracas o Valencia. Como la victoria en Carabobo dejó a los realistas sin cuerpos organizados, Urdaneta avanzó hasta San Carlos, donde dejó una tropa de 100 hombres al mando del comandante José María Rodríguez con equipajes, enfermos y heridos y la misión de asegurar las comunicaciones con el comandante en jefe, luego siguió con los 600 restantes a Barquisimeto.

### Escritos de la época
- Baralt, Rafael María & Ramón Díaz (1841). Resumen de la historia de Venezuela, desde el año 1797 hasta el de 1830 II. París: Imprenta de H. Fournier y Cía.
- Blanco, José Félix; Ramón Azpurúa (1876). Documentos para la historia de la vida pública del libertador de Colombia, Perú y Bolivia: Puestos por orden cronológico, y con adiciones y notas que la ilustran V. Caracas: Imprenta La Opinión Nacional.
- Bolívar, Simón (1969). Escritos del Libertador. Documentos N° 562-924 (1° enero - 7 septiembre 1814) VI. Caracas: Sociedad Bolivariana de Venezuela. Comisión editora de Cristóbal L. Mendoza, Luis Villalba Villalba, Ángel Francisco Brice, José Antonio Escalona-Escalona, Mario Briceño Perozo, Manuel Pinto C. & Lino Iribarren-Celis.
- Codazzi, Agustín (1841). Resúmen de la geografía de Venezuela. París: H. Fournier y compañía.
- De Austria, José (1857). Bosquejo de la historia militar de Venezuela en la guerra de su Independencia I. Valencia: Imprenta del coronel Juan D'Sola.
- De Cajigal, Juan Manuel (1960). Memorias sobre la Revolución de Venezuela. Caracas: Ministerio de Justicia.
- Duarte Level, Lino (1917). Cuadros de la historia militar y civil de Venezuela: desde el descubrimiento y conquista de Guayana hasta la batalla de Carabobo. Madrid: Editorial América.
- Larrazábal, Felipe (1865). Correspondencia general del libertador Simón Bolívar I. Nueva York: Eduardo O. Jenkins.
- Monagas, José Tadeo (1923). «Relación que hace el general Monagas de las batallas y acciones en que se ha encontrado desde 1810 hasta 1821, para el Doctor Francisco Javier Yanes». Boletín de la Academia Nacional de la Historia (BANH) VI (21): 1040-1049.
- Restrepo, José Manuel (1858). Historia de la Revolución de la República de Colombia en la América Meridional II. Besanzón: José Jacquin.
- Rivas Vicuña, Francisco (1921). Las guerras de Bolívar. Primera Guerra, 1812-1814. Formación del alma venezolana. Caracas: Editorial Victoria, Manrique y Ramírez Ángel.
- Urdaneta, Rafael (1888). Memorias del general Rafael Urdaneta. Caracas: Imprenta litografía del gobierno nacional. Compilación y notas de Amenodoro Urdaneta & Nephtalí Urdaneta.

### Moderna
- Arráiz Lucca, Rafael (2013). Historia Política de Venezuela (1498 a nuestros días). Bogotá: Editorial Universidad del Rosario. ISBN 9789587383119.
- Barletta Villarán, Roberto (2011). Breve historia de Simón Bolívar. Madrid: Nowtilus. ISBN 978-84-9967-241-0.
- De Pérez Díaz, Lucila L. (1943). «Ensayo sobre la historia de la literatura venezolana». Educación (Caracas: Departamento de Publicaciones, Imprenta del Ministerio de Educación) V (28): 3-5.
- Encina, Francisco Antonio (1961). Bolívar y la independencia de la América española: Independencia de Nueva Granada y Venezuela (parte 1) III. Santiago: Nascimiento.
- Esteves González, Édgar (2004). Batallas de Venezuela, 1810-1824. Caracas: El Nacional. ISBN 978-980-388-074-3.
- Fuentes-Figueroa Rodríguez, Julián (2003). La Segunda República de Venezuela (1812-1814). Caracas: Ediciones de la Presidencia de la República. ISBN 9789800303306.
- Lecuna, Vicente (1955). Bolívar y el arte militar formada sobre documentos: sin utilizar consejas ni versiones impropias; conclusiones de acuerdo con hechos probados, y la naturaleza de las cosas. Nueva York: Colonial Press.
- Liévano Aguirre, Indalecio (2015). Los grandes conflictos sociales y económicos de nuestra historia II. Bogotá: Tercer Mundo Editores. ISBN 9781507851531.
- Lovera De-Sola, Roberto (2016). «Capítulo 105: En el Ejército Real: los grados militares de Bolívar». Simón Bolívar en el tiempo de crecer: Los primeros veinticinco años (1783-1808). Caracas: Editorial Alfa. ISBN 9788416687626.
- Malamud Rikles, Carlos D. (1992). Las Américas. Los países andinos: De la Independencia a la Gran Depresión XXXIV. Madrid: Akal. ISBN 84-7600-905-4.
- Miliani de Mazzei, Marina (2006). «Guerras de Independencia: 1813-1819». Historia global de Venezuela: desde los orígenes hasta la actualidad. Independencia y siglo XIX II. Caracas: BPR. pp. 75-132. ISBN 9789806427150.
- Muñoz, Gabriel E. (1987). Monteverde: Cuatro Años de Historia Patria: 1812-1816 I. Caracas: Academia Nacional de la Historia. ISBN 9789802220045.
- Semprún Bullón, José (1998). Capitanes y virreyes: el esfuerzo bélico realista en la contienda de emancipación hispanoamericana. Madrid: Ministerio de Defensa. ISBN 9788478236077.
- Slatta, Richard W.; Jane Lucas De Grummond (2003). Simón Bolívar's Quest for Glory (en inglés). College Station: Texas A&M University Press. ISBN 978-1-58544-239-3.
- Straka, Tomás (2007). La voz de los vencidos: ideas del partido realista de Caracas, 1810-1821. Caracas: Universidad Católica Andrés Bello. Prólogo de Inés Quintero. ISBN 9789806741454.
- Uribe White, Enrique (1969). El Libertador: campaña de 1819. Episodios en su vida. Bogotá: Taller Gráfico del Banco de la República.

- Datos: Q5722281